# Åbergstjärnen, Härjedalen
Åbergstjärnen är en sjö i Bergs kommun i Härjedalen och ingår i Ljungans huvudavrinningsområde. Sjön har en area på 0,223 kvadratkilometer och ligger 566,1 meter över havet.

## Delavrinningsområde
Åbergstjärnen ingår i det delavrinningsområde (697325-136519) som SMHI kallar för Utloppet av Åbergstjärnen. Medelhöjden är 597 meter över havet och ytan är 1,45 kvadratkilometer. Räknas de 4 avrinningsområdena uppströms in blir den ackumulerade arean 7,22 kvadratkilometer. Vattendraget som avvattnar avrinningsområdet har biflödesordning 3, vilket innebär att vattnet flödar genom totalt 3 vattendrag innan det når havet efter 317 kilometer. Avrinningsområdet består mestadels av skog (84 procent). Avrinningsområdet har 0,23 kvadratkilometer vattenytor vilket ger det en sjöprocent på 15,5 procent.